# 瀬谷郵便局
瀬谷郵便局（せやゆうびんきょく）は神奈川県横浜市瀬谷区にある郵便局。民営化前の分類では集配普通郵便局であった。

## 概要
住所：〒246-8799 神奈川県横浜市瀬谷区瀬谷4-45-10

### 併設施設
- ゆうちょ銀行瀬谷店（さいたま支店瀬谷出張所）：取扱店番号020630

## 沿革
- 1901年（明治34年）12月20日 - 瀬谷郵便局（三等）として開設[1]。
- 1961年（昭和36年）12月17日 - 電話交換業務を希望ヶ丘電報電話局に移管[2]。
- 1965年（昭和40年）11月15日 - 特定郵便局から普通郵便局に局種別改定。
- 1967年（昭和42年）10月25日 - 和文電報配達事務を希望ヶ丘電報電話局に移管。
- 1976年（昭和51年）9月26日 - 局内で保管中の書留88通が盗難[3]。
- 1978年（昭和53年）10月 - 局舎新築落成。
- 1999年（平成11年） - 外国通貨の両替および旅行小切手の売買に関する業務取扱を開始。
- 2007年（平成19年）10月1日 - 民営化に伴い、併設された郵便事業瀬谷支店、ゆうちょ銀行瀬谷店に一部業務を移管。
- 2012年（平成24年）10月1日 - 日本郵便株式会社発足に伴い、郵便事業瀬谷支店を瀬谷郵便局に統合。

## 取扱内容

### 瀬谷郵便局
- 郵便、印紙、ゆうパック、内容証明
- 生命保険、バイク自賠責保険、自動車保険
- 地方公共団体事務（横浜市バス・電車利用券等の交付）
- 「246-00xx」区域（横浜市瀬谷区の全域）の集配業務
- ゆうゆう窓口

### ゆうちょ銀行瀬谷店
- 貯金、貸付、為替、振替、振込、国際送金、外貨両替、トラベラーズチェック、国債、投資信託、変額年金保険
- ATM

## 周辺
- 横浜市瀬谷地区センター
- 横浜市瀬谷スポーツセンター
- URアーバンドエル瀬谷
- 国道467号

## アクセス
- 相鉄本線 瀬谷駅（南口）から徒歩約10分
- 相模鉄道バス アパート入口停留所下車
- 東名高速道路 横浜町田ICから南へ約5.5km
- 神奈川県道40号横浜厚木線（厚木街道）沿い
- 駐車場あり：11台